# Kaptanganj
Kaptanganj is een nagar panchayat (plaats) in het district Kushinagar van de Indiase staat Uttar Pradesh. 

## Demografie
Volgens de Indiase volkstelling van 2001 wonen er 11.493 mensen in Kaptanganj, waarvan 53% mannelijk en 47% vrouwelijk is. De plaats heeft een alfabetiseringsgraad van 52%. 